# Petr Beneš (redemptorista)
Petr Augustin Beneš CSsR (* 6. září 1965, Praha) je český římskokatolický kněz. Své kněžské působení zahájil na Svaté Hoře u Příbrami, poté byl duchovním ve Vídni, v současnosti je farním vikářem v kostele Nejsvětějšího Srdce Páně na pražských Vinohradech. Věnuje se také vedení duchovních cvičení.

## Životopis
Pochází z Prahy, dětství prožil ve čtvrti Malvazinky. Navštěvoval gymnázium Na Zatlance, vystudoval český jazyk, literaturu a pedagogiku na FF UK. Četba filozofické literatury jej během vysokoškolského studia začala přibližovat ke křesťanství a dovedla k dominikánům v Praze na Zlíchově, kde byl pokřtěn.
Vyučoval na několika školách, od základních po vysokou, např. na Vyšší odborné škole pedagogické ve Svatém Janu pod Skalou. Po 12 letech pedagogické činnosti nakonec vstoupil do řádu redemptoristů. Ovlivněn přitom byl mj. osobnostmi Jana Nepomuka Neumanna a jeho horlivostí pro školství (založil téměř 100 škol v USA) nebo tehdejšího provinciála řádu Jana Zemánka.
Teologické studium absolvoval v Bratislavě, kde v redemptoristickém klášteře poznal budoucího trnavského arcibiskupa Róberta Bezáka. V červnu 2006 byl vysvěcen na kněze. Poté krátce působil na Svaté Hoře u Příbrami, kde např. vedl přípravy ke křtům a svatbám či exercicie. Následujícího roku odešel do Rakouska, kde se stal duchovním ve farnosti na předměstí Vídně a v českém společenství při kostele Maria Am Gestade. Od roku 2012 nastoupil do služby v pražské arcidiecézi.
Ve stejné době byl Bezák odvolán ze své funkce. Beneš uvedl, že jej poznal coby člověka hluboké víry. Vyjádřil lítost nad tím, jakým způsobem byla veřejnost o případu informována, a „z vyjádření těch, kteří si synovskou poslušnost pletou se slepou oddaností a kritiku považují za protiklad lásky“.

## Dílo
Petr Beneš je autorem libret dvou oratorií.
- Maria – Vykoupená země (2010–12) pro sóla, sbor, varhany a orchestr, hudba Radek Rejšek.
- Stalo se Slovo (2012–14), opera-oratorium na námět středověkých pašijových her. Hudba Jan Fila.

Petr Beneš je autorem tří knih:
- BENEŠ, Petr a VAĎURA, Petr. Kázání na hoře. Vydání první. V Praze: Vyšehrad, 2023. 332 stran. Rozhovory nad Biblí; svazek 11.

- BENEŠ, Petr. Křížová cesta v čase války. Vydání první. V Praze: Stanislav Juhaňák - Triton, 2022. 43 stran.

- BENEŠ, Petr. Vzhůru srdce. Vydání první. V Praze: Portál, 2023. 240 stran.